# 19 Pułk Lotniczy (Szwecja)

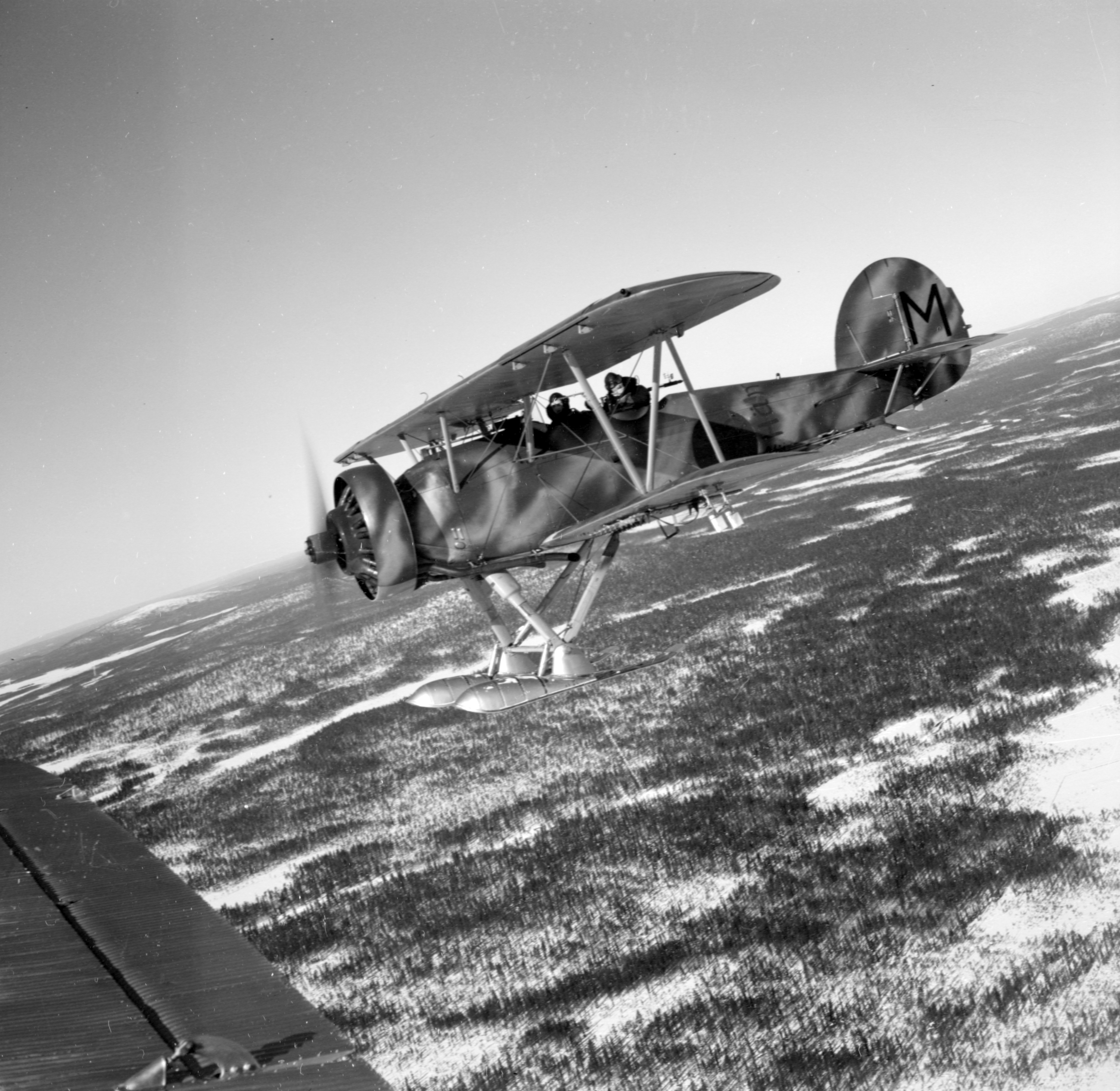
Hawker Hart z F 19 w czasie lotu bojowego

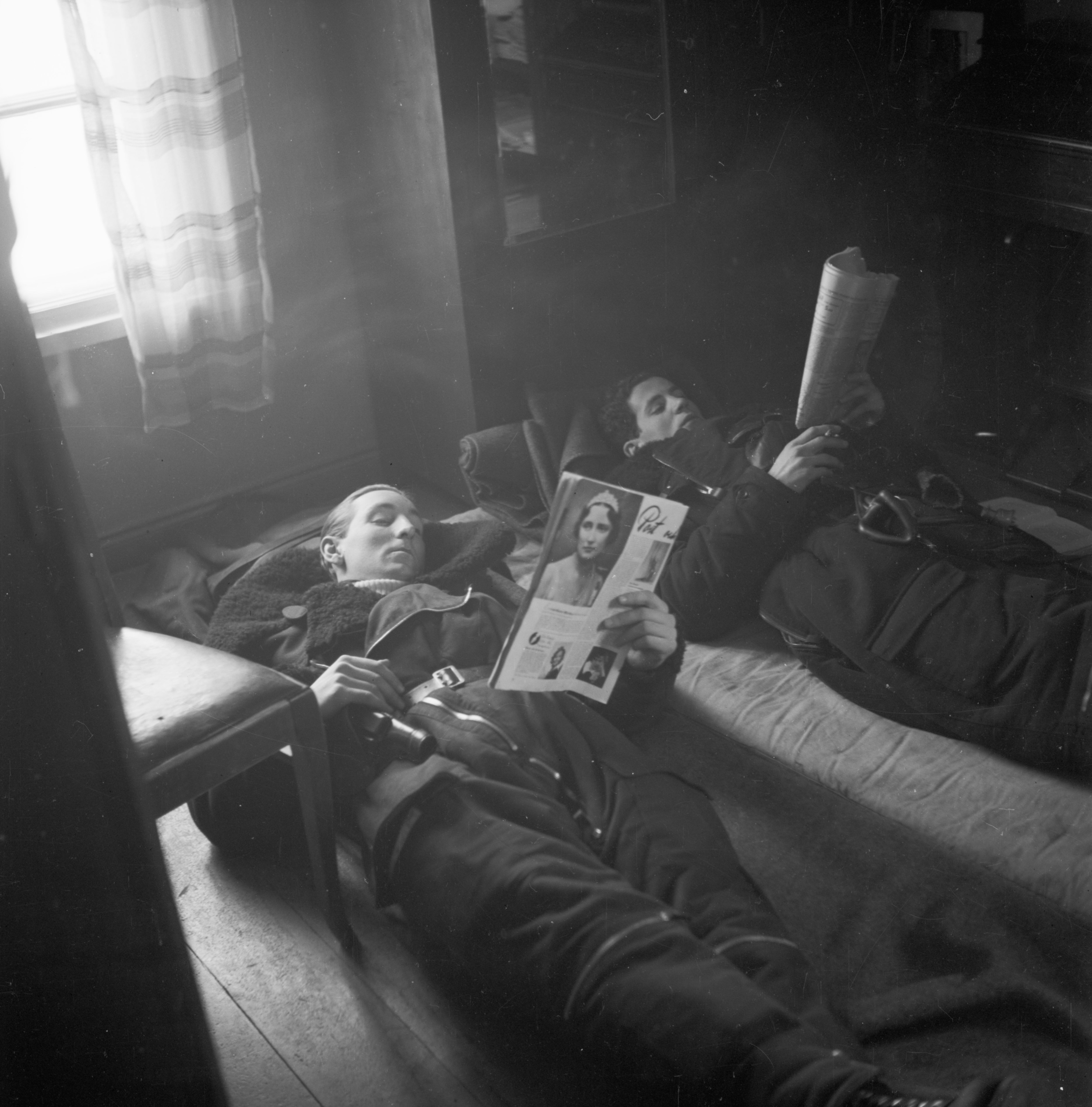
Lotnicy F 19 w czasie odpoczynku

19 Pułk Lotniczy (szw. Flygflottilj 19, fiń. Lentorykmentti 19 lub LentoR 19), zwany też Ochotniczym Pułkiem Szwedzkim lub F19 – ochotnicza lotnicza jednostka wojskowa złożona ze Szwedów podczas wojny zimowej 1939–1940.

## Historia
W ramach nieoficjalnej pomocy wojskowej Szwecji dla Finlandii, walczącej od 30 listopada 1939 r. z ZSRR, dowództwo Królewskich Sił Powietrznych 8 grudnia rozpoczęło werbunek ochotników do planowanej jednostki lotniczej. Przybyli oni na lotnisko Barknarby koło Sztokholmu. Szwedzkie władze zdecydowały, że powstanie dywizjon myśliwski i eskadra lekkich bombowców. W połowie grudnia uzyskano zgodę na wyjazd ochotników do Finlandii. Szwedzcy piloci przybyli do Veitsiluoto na północy Finlandii. Tam 7 stycznia 1940 r. został oficjalnie sformowany w ramach fińskiego lotnictwa 19 Pułk Lotniczy. Miał on na wyposażeniu 12 dwupłatowych myśliwców Gloster Gladiator, 4 dwupłatowe lekkie bombowce Hawker Hart i 8 samolotów innych typów, w tym 1 szkolny Raab-Katzenstein RK-26, 1 transportowy Waco ZQC-6 i 1 komunikacyjny Junkers F 13. Były to maszyny Królewskich Sił Powietrznych Szwecji, na których jedynie namalowano fińskie znaki rozpoznawcze. Szwedzcy piloci byli umundurowani w uniformy szwedzkiej armii. Szwedzi walczyli na północnym odcinku frontu. Mieli trudne zadanie, gdyż byli jedyną jednostką lotniczą na tym obszarze (swoje lotnictwo Finowie zgrupowali na Przesmyku Karelskim, gdzie Sowieci prowadzili główne natarcie). Chrzest bojowy F19 przeszedł 12 stycznia. Szwedzkie samoloty miały dokonać rozpoznania i ataków na sowieckie wojska w rejonie Märkäjärvi – Salmijärvi – Salla. Podczas ataku rozbiły się w powietrzu 2 Hawker Harty (zginął obserwator w jednym z samolotów, a piloci obu skoczyli na spadochronie, ale dostali się do niewoli sowieckiej). Natomiast podczas powrotu do bazy inny Hawker Hart został zestrzelony przez 3 sowieckie myśliwce I-15bis. Pilot i obserwator uratowali się, po czym przedostali do fińskich pozycji. 17 stycznia doszło do kolejnego starcia. 4 Gloster Gladiatory zestrzeliły 2 I-15. 23 stycznia Szwedzi utracili Gloster Gladiatora. Pozostałe myśliwce zostały uszkodzone. 1 lutego 26 sowieckich bombowców SB-2 i 8 DB-3 zaatakowało Rovaniemi. Przechwyciły je 3 Gloster Gladiatory, zestrzeliwując 1 SB-2. W nocy z 18 na 19 lutego Gloster Gladiator zniszczył na ziemi w Kairala I-15. Następnego dnia Szwedzi uszkodzili 2 SB-2 za cenę rozbitego podczas lądowania Gloster Gladiatora. 21 lutego podczas ponownego bombardowania Rovaniemi zestrzelili 1 SB-2 i 1 DB-3. 7 marca Gloster Gladiator zestrzelił 2 SB-2 z jednostki dalekiego rozpoznania, ale sam został mocno uszkodzony (zdołał jednak wylądować). 8 marca został uszkodzony 1 SB-2. 10 marca Gloster Gladiator uszkodził ciężki bombowiec TB-3, który był zmuszony wylądować po fińskiej stronie frontu (załoga została zabita podczas walki). Tego samego dnia z powodu awarii silnika rozbił się inny Gloster Gladiator. W nocy z 11 na 12 marca Szwedzi wykonali swoją ostatnią akcję bojową, która polegała na ostrzelaniu sowieckiej kolumny samochodowej na północny wschód od Märkäjärvi. Szwedzcy piloci zestrzelili ogółem 12 sowieckich samolotów ze stratą 6 własnych maszyn (2 zostały zestrzelone, a 4 zniszczone w wypadkach). 3 pilotów zginęło, a 2 trafiło do niewoli. Odzyskali oni wolność i powrócili do Szwecji 5 miesięcy po zakończeniu wojny. 30 marca Szwedzi przylecieli do Szwecji na 2 Hawker Hartach i 7 Gloster Gladiatorach.

## Zwycięstwa lotnicze
- Per-Johan Salwén – 3
- Einar Theler – 2
- Ian Iacobi – 1
- Gideon Karlsson – 1
- Roland Martin – 1

## Skład organizacyjny
- sztab
  - oddział sztabowy
  - oddział radiowy
  - oddział zaopatrzeniowy
  - oddział ciężarówek
  - oddział medyczny
- kompania lotnicza
- eskadra myśliwska
- lotnictwo bombowo-szturmowe
- lotnictwo zaopatrzeniowo-łącznikowe